# Platanthera sikkimensis
Platanthera sikkimensis är en orkidéart som först beskrevs av Joseph Dalton Hooker, och fick sitt nu gällande namn av Friedrich Fritz Wilhelm Ludwig Kraenzlin. Platanthera sikkimensis ingår i släktet nattvioler, och familjen orkidéer. Inga underarter finns listade i Catalogue of Life.